# Parábola das Dez Virgens
A Parábola das Dez Virgens, também conhecida como Parábola das Virgens Néscias, é uma das mais conhecidas parábolas de Jesus. No entanto, ela aparece em apenas um dos evangelhos canônicos. De acordo com o Mateus 25:1–13, as cinco virgens que estão preparados para a chegada do noivo são recompensadas enquanto que as cinco que não estão são excluídas de seu banquete de casamento. A parábola tem um tema claramente escatológico: estar preparado para o Juízo Final.
Foi uma das parábolas mais populares na Idade Média, com enorme influência sobre a arte gótica, a escultura e a arquitetura de catedrais alemãs e francesas.

## Narrativa bíblica
| “ | «Então o reino dos céus será semelhante a dez virgens que, tomando as suas lâmpadas, saíram ao encontro do noivo. Cinco dentre elas eram néscias, e cinco prudentes. As néscias, tomando as suas lâmpadas, não levaram azeite consigo; mas as prudentes levaram azeite em suas vasilhas juntamente com as lâmpadas. Tardando o noivo, toscanejaram todas e adormeceram. Mas à meia-noite ouviu-se um grito: Eis o noivo! saí ao seu encontro. Então se levantaram todas aquelas virgens e prepararam as suas lâmpadas. Disseram as néscias às prudentes: Dai-nos do vosso azeite, porque as nossas lâmpadas estão-se apagando. Porém as prudentes responderam: Talvez não haja bastante para nós e para vós; ide antes aos que o vendem e comprai-o para vós. Enquanto foram comprá-lo, veio o noivo; as que estavam apercebidas, entraram com ele para as bodas e fechou-se a porta. Depois vieram as outras virgens e disseram: Senhor, Senhor, abre-nos a porta. Mas ele respondeu: Em verdade vos digo que não vos conheço. Portanto vigiai, porque não sabeis nem o dia nem a hora.» (Mateus 25:1–13) | ” |

## Interpretações

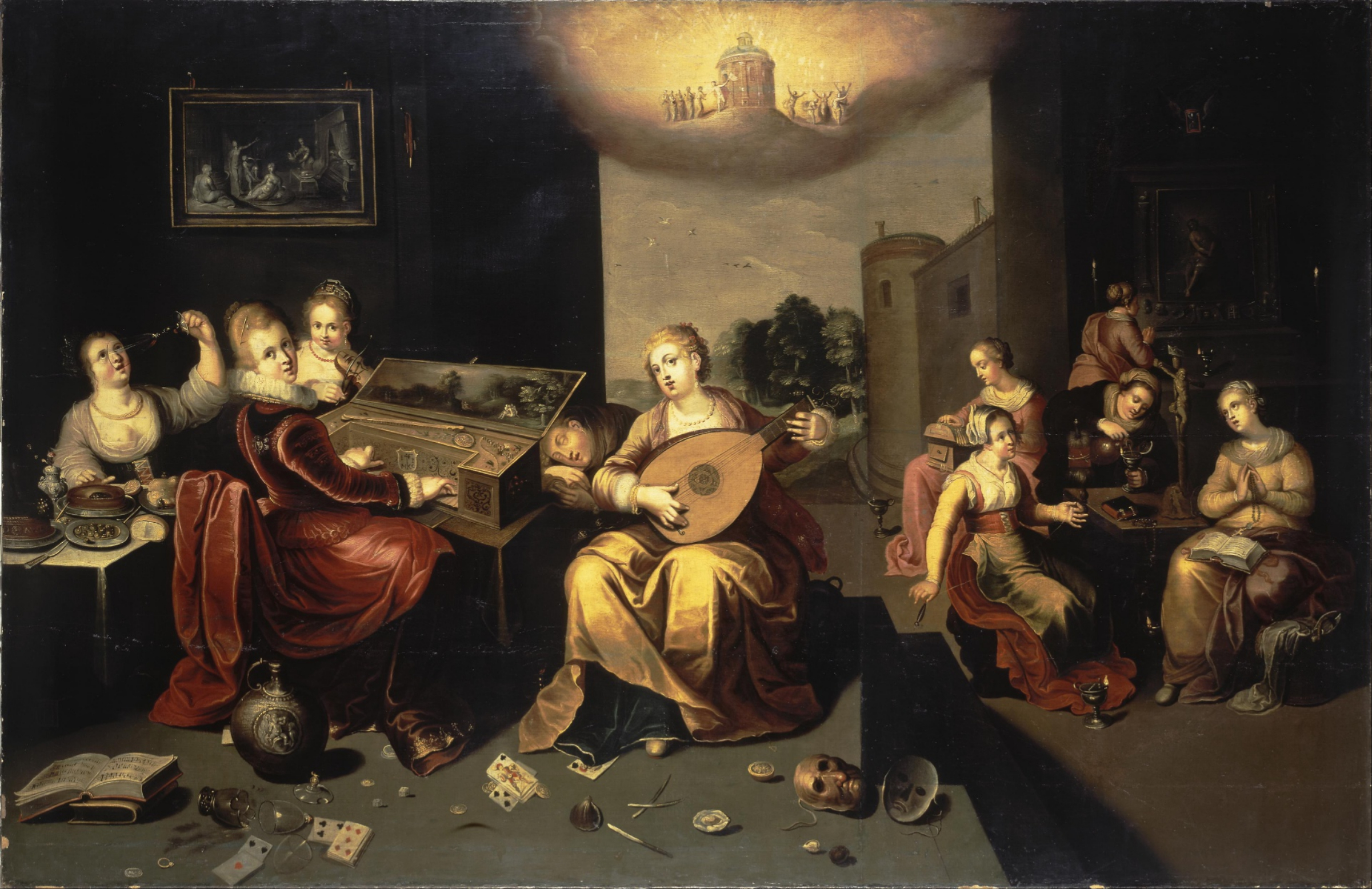
Parábola das Dez Virgens.
1616. Por Hieronimus Franck (II), atualmente no Museu Hermitage, em São Petersburgo, na Rússia.

A parábola é uma entre uma sequência de respostas para uma pergunta no Evangelho de Mateus:
| “ | «Enquanto estava sentado no monte das Oliveiras, os discípulos aproximaram-se-lhe em particular, dizendo: 'Dize-nos quando sucederão estas coisas e qual será o sinal da tua vinda e do fim do mundo?'» (Mateus 24:3) | ” |

Outras parábolas nesta seqüência incluem a Parábola da Figueira (Mateus 24:32–35) e a Parábola do Servo Fiel (Mateus 24:42–51). A parábola das Dez Virgens reforça o convite à prontidão perante o nosso desconhecimento da Segunda Vinda de Cristo. Ela já foi descrita como uma "parábola de vigília". Como a Parábola da Moeda Perdida, é uma parábola sobre mulheres que segue imediatamente depois, e chega na mesma conclusão, que uma parábola sobre homens.
Nesta parábola, Cristo é o noivo, ecoando a imagem do Antigo Testamento de Jeová como o noivo em Jeremias 2:2 e passagens similares. O evento esperado é a Segunda Vinda de Cristo. RT France escreve que a parábola é "uma advertência dirigida especificamente àqueles dentro da igreja para que não assumam que o seu futuro está garantido incondicionalmente".
A parábola não critica as virgens por dormir, uma vez que ambos os grupos fazem isso, mas por estarem despreparadas. Não está claro exatamente de que forma essa falta de preparação toma: as virgens néscias podem ter levado óleo em quantidade insuficiente ou, se elas acenderam suas candeias ou tochas pela primeira vez quando o noivo chegou (tendo dormido nas horas anteriores na escuridão), elas podem não ter levado óleo nenhum (também não é claro se as virgens néscias conseguiram comprar óleo naquela noite: a maioria das lojas estaria fechada no horário).
A parábola não está escrita em louvor da virgindade e certamente Luís de Granada, em seu The Sinner's Guide de 1555, escreve: "Ninguém intercede junto ao noivo em favor das cinco virgens néscias que, depois de desprezar os prazeres da carne e sufocando em seus corações o fogo da concupiscência, ou melhor, depois de observar o grande conselho da virgindade, negligenciaram o preceito de humildade e se tornaram cheias de orgulho por conta da sua virgindade".

## Autenticidade

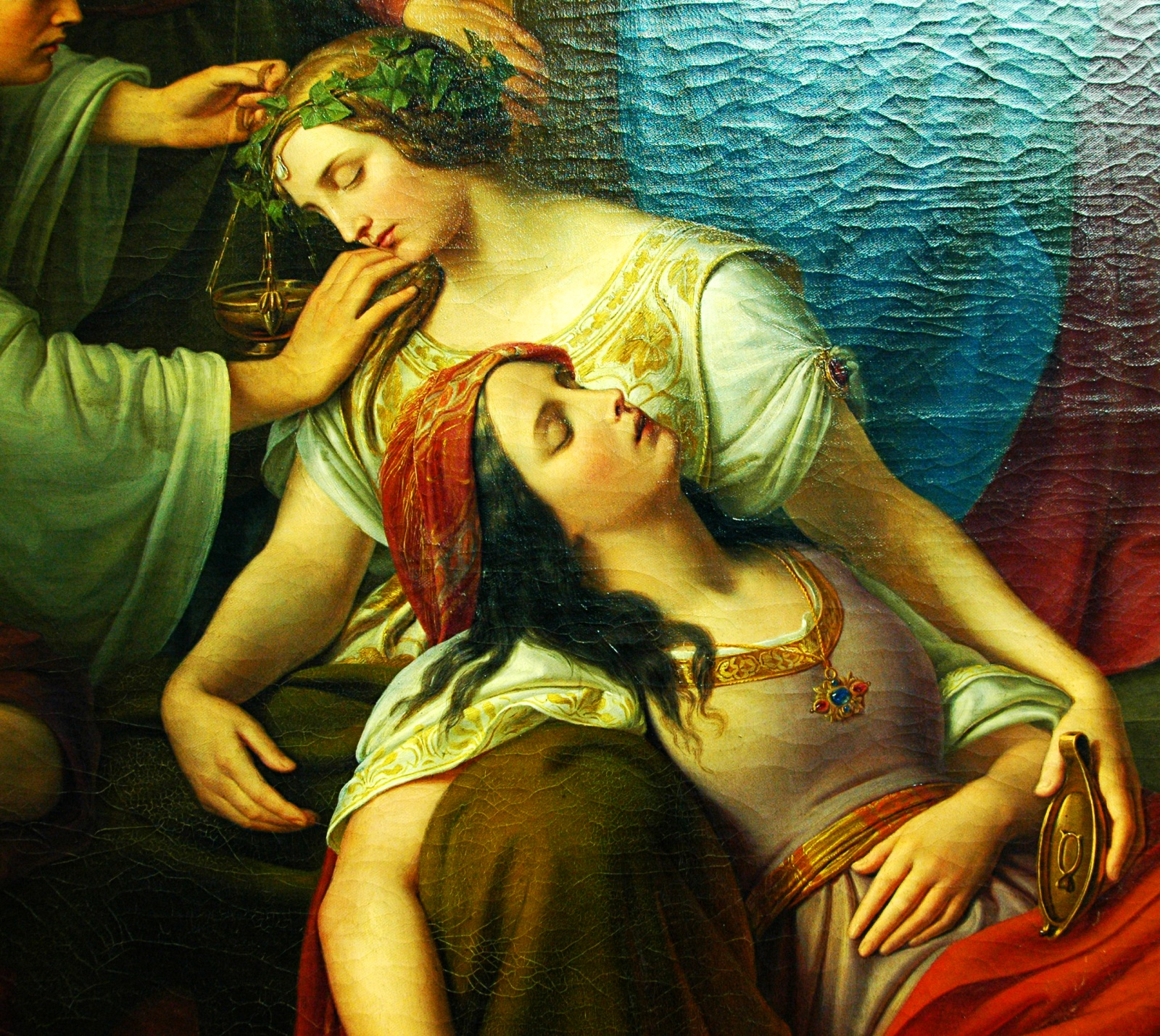
Virgens dormindo com lâmpada.
1838-42. Por Friedrich Wilhelm Schadow, atualmente no Städel, em Frankfurt am Main, na Alemanha.

Enquanto que "um considerável número de exegetas supõem como fato que a parábola das Dez Virgens se origina no tempo de Jesus", alguns comentarias, por conta de sua natureza escatológica, duvidam que Jesus a teria contado e que, ao invés disso, ela foi criada bem no início da igreja antiga. Uma grande maioria dos participantes do Jesus Seminar, por exemplo, apontam esta parábola como meramente similar a algo que Jesus teria dito ou simplesmente como falsa. A obra do Jesus Seminar tem sido criticada, contudo. Outros acadêmicos acreditam que esta parábola foi ligeiramente editada e é um excelente exemplo da habilidade de Jesus em contar parábolas. A parábola das Dez Virgens aparece em todos os manuscritos do Novo Testamento antigos, com apenas pequenas variações em algumas palavras.

### Os ouvintes
Para o entendimento devemos retratar-nos à tradição dos rabinos. No Talmude e Midrash Rabá se encontram várias parábolas. Eles usam elementos do dia-a-dia para ilustrar questãos teológigas e morais. O rei ou anfitrião simboliza Deus, os prudentes e néscios correspondem aos justos e não justos, um vestido bom é a vida justa diante de Deus, pão e agua são a Torá, óleo significa as boas obras, entre outros.

### Pais da igreja
Os Pais da igreja viam muitas alegorias nessa parábola. Tomás de Aquino alista algumas interpretações alegóricas na Catena aurea:
- Virgens: Jerónimo releva a virgindade, que pode ser também uma pureza espiritual. Hilário de Poitiers interpreta as lâmpadas como a luz das almas iluminadas pelo sacramento do batismo. Agostinho de Hipona associa as virgens aos cinco sentidos, que podem ser usados ou com sabedoria ou com imprudência.
- Óleo: O óleo é para Hilário de Poitiers as boas obras, para São João Crisóstomo o amor ao próximo, esmolas e ajuda aos pobres e necessitados, e para Orígenes, a Palavra e o ensinamento de Deus, com quem a alma é enchida como um vaso.

### Medieval
A parábola era muito popular na época medieval e frequente na arte. As virgens prudentes são símbolos para a alma cristã, que é voltada para Deus praticando as cinco virtudes, enquanto as virgens néscias simbolizam os cinco tipos tradicionais de perversões.
Muitas catedrais góticas têm relevos e estatuas das virgens, em especial nos portões para o oeste, muitas vezes juntas com estátuas que simbolizam a igreja e a sinagoga.

## A parábola na arte

### Esculturas

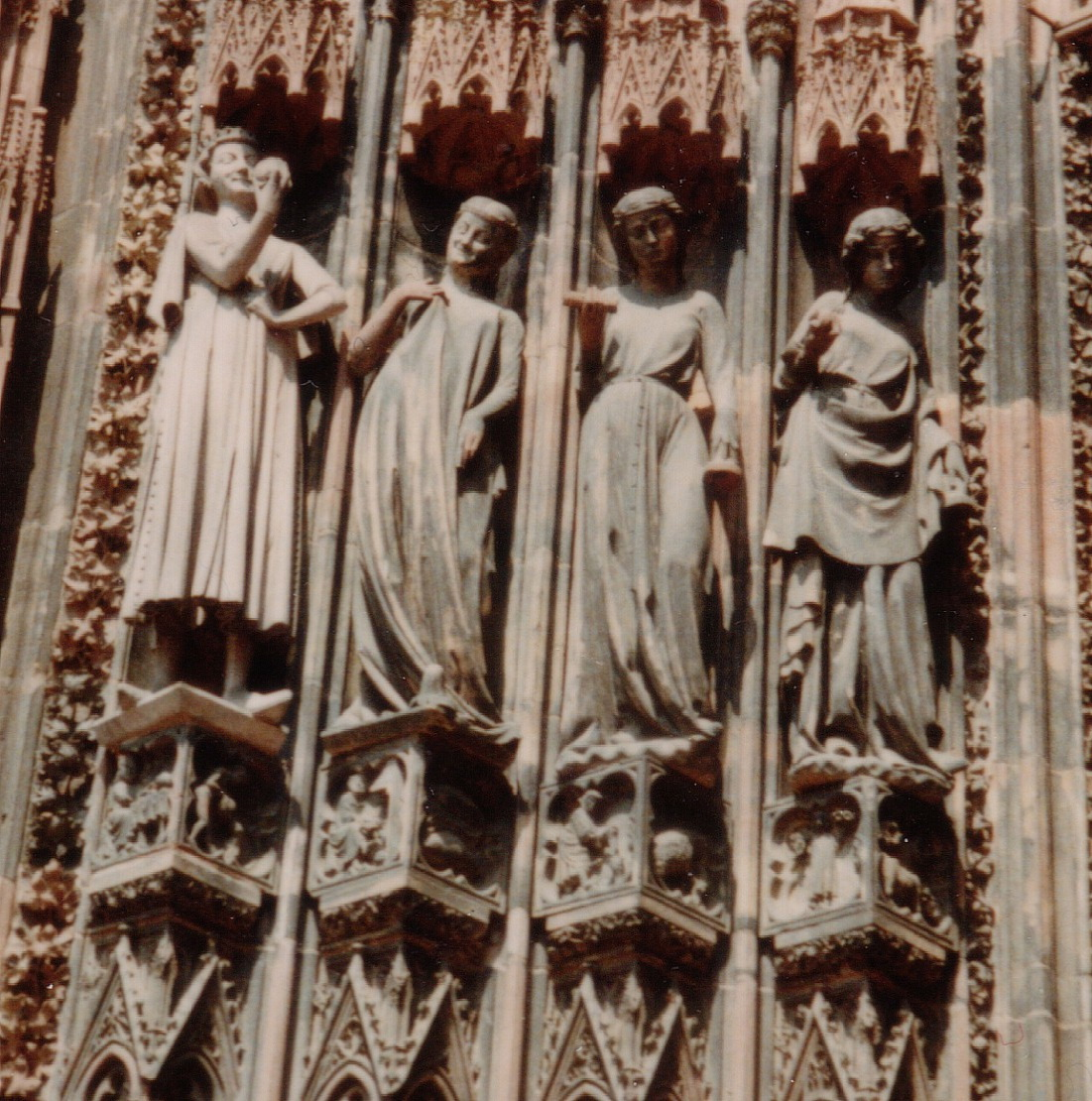
Virgens néscias.
Na Catedral de Estrasburgo, na França.

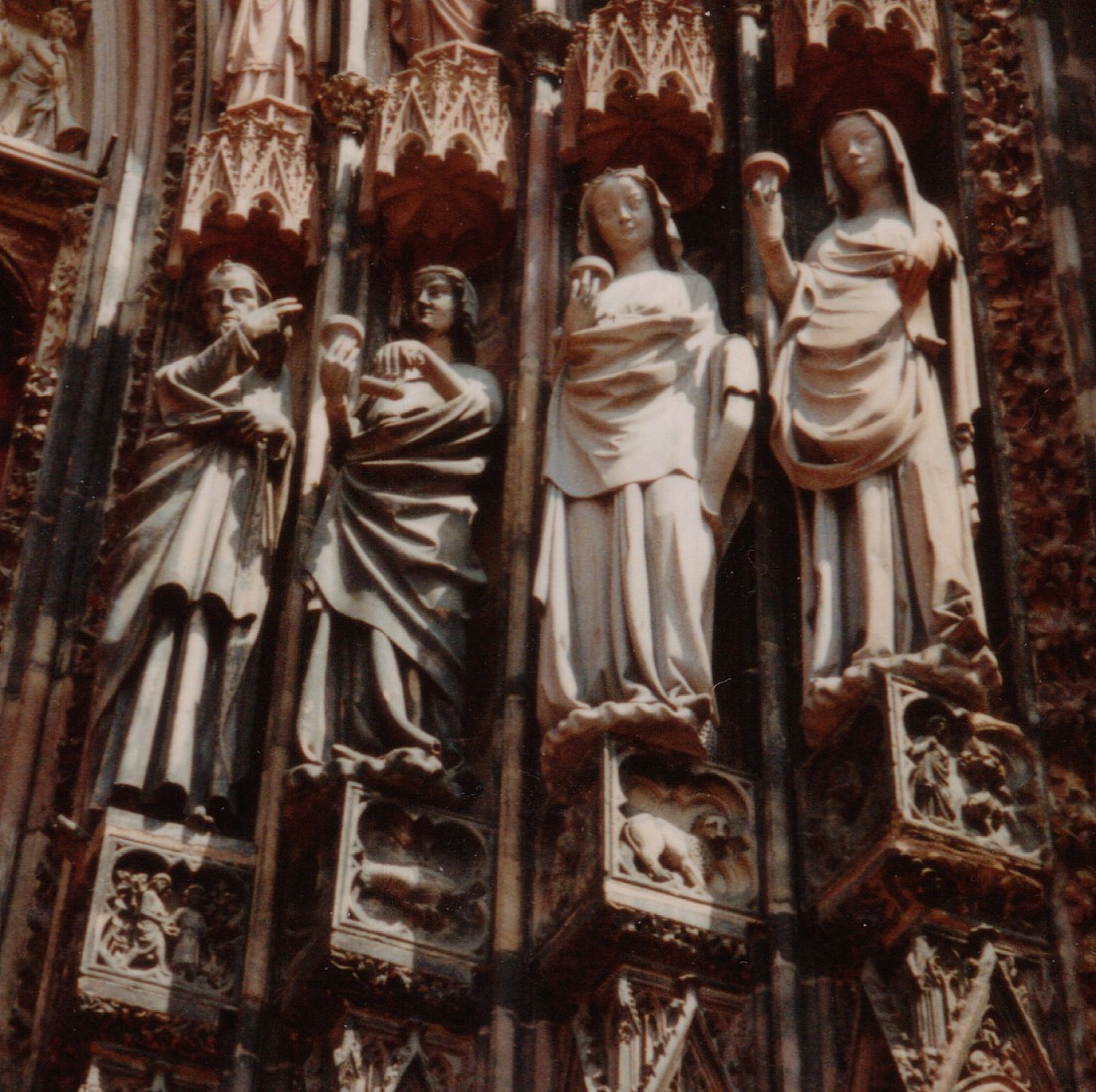
Virgens prudentes.
Na Catedral de Estrasburgo, na França.

Esculturas se acham nos portais, e também no interior das catedrais. Vejam alguns exemplos:
- Amiens, Catedral de Amiens (Notre-Dame d'Amiens)
- Auxerre, Catedral de Saint-Etienne
- Basileia, Catedral de Basel, ca. 1280
- Berna, Catedral de Bern
- Bourges, Catedral
- Erfurt, Catedral de 1330
- Freiburg im Breisgau, Catedral
- Catedral de Laon
- Lübeck, St.-Annen-Kloster (antigo Mosteiro Stª Anna)
- Magdeburg, Catedral 1250,  veja foto
- Mühlhausen, Igreja Stª Maria
- Paris, Catedral de Notre-Dame de Paris
- Reims, Catedral Notre-Dame de Reims
- Sens, Catedral Saint-Etienne de Sens
- Estrasburgo, Catedral
- Strasbourg, Saint-Pierre-le-Jeune, igreja evangélica
- Worms, Liebfrauenkirche

### Imagens
Em igrejas antigas há muitos afrescos, em especial no norte da Europa. Na Escandinávia se acham também muitas pinturas a óleo, por exemplo nas igrejas medievais de Gotland Gothem e Stenkyrka. Dentro da igreja se encontram só as virgens prudentes, porque as néscias ficam fora da igreja.

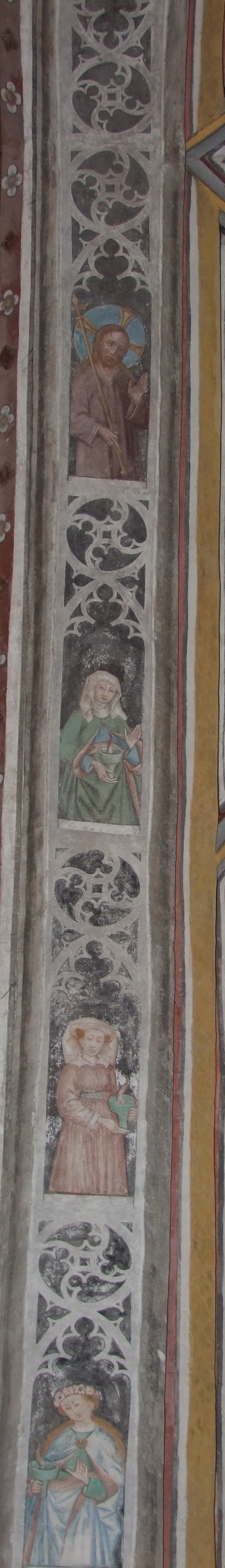
Igreja "Unser Frauen", Memmingen
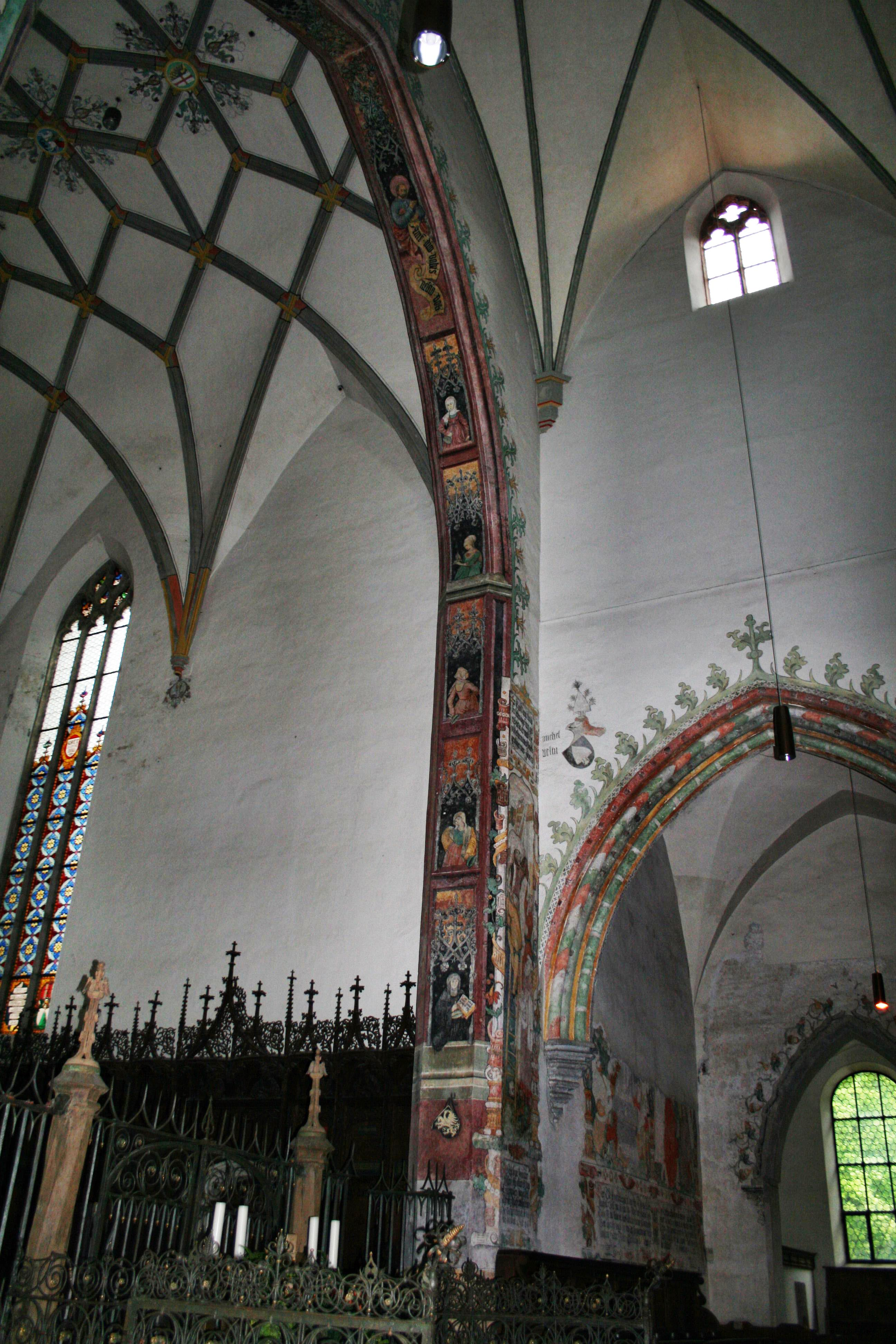
St. Martin, Memmingen, com virgens néscias
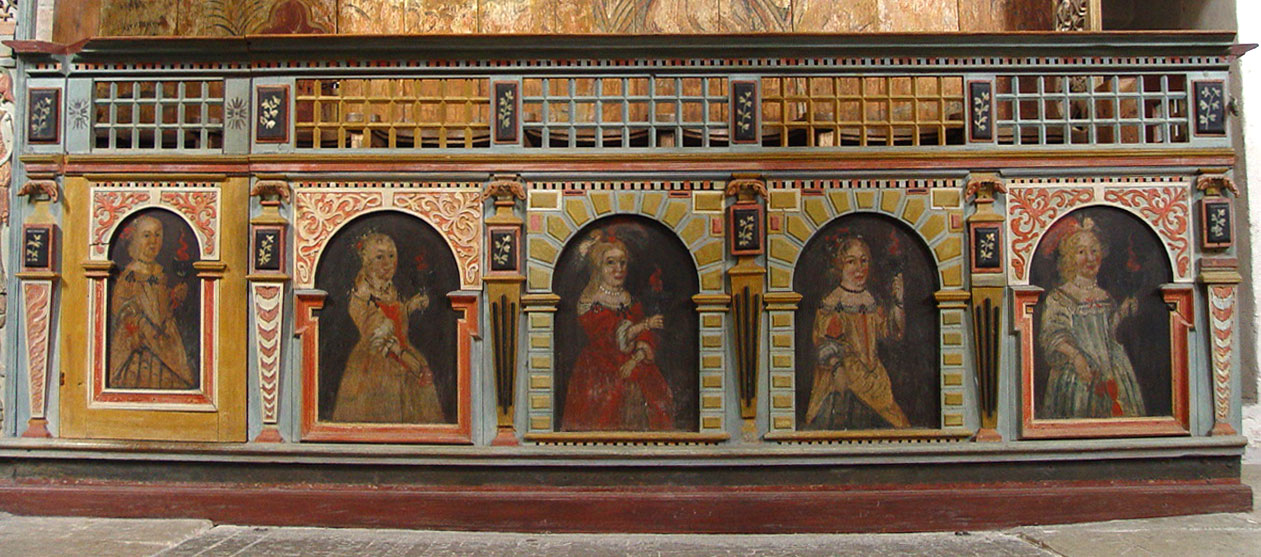
Gothem, século XIV
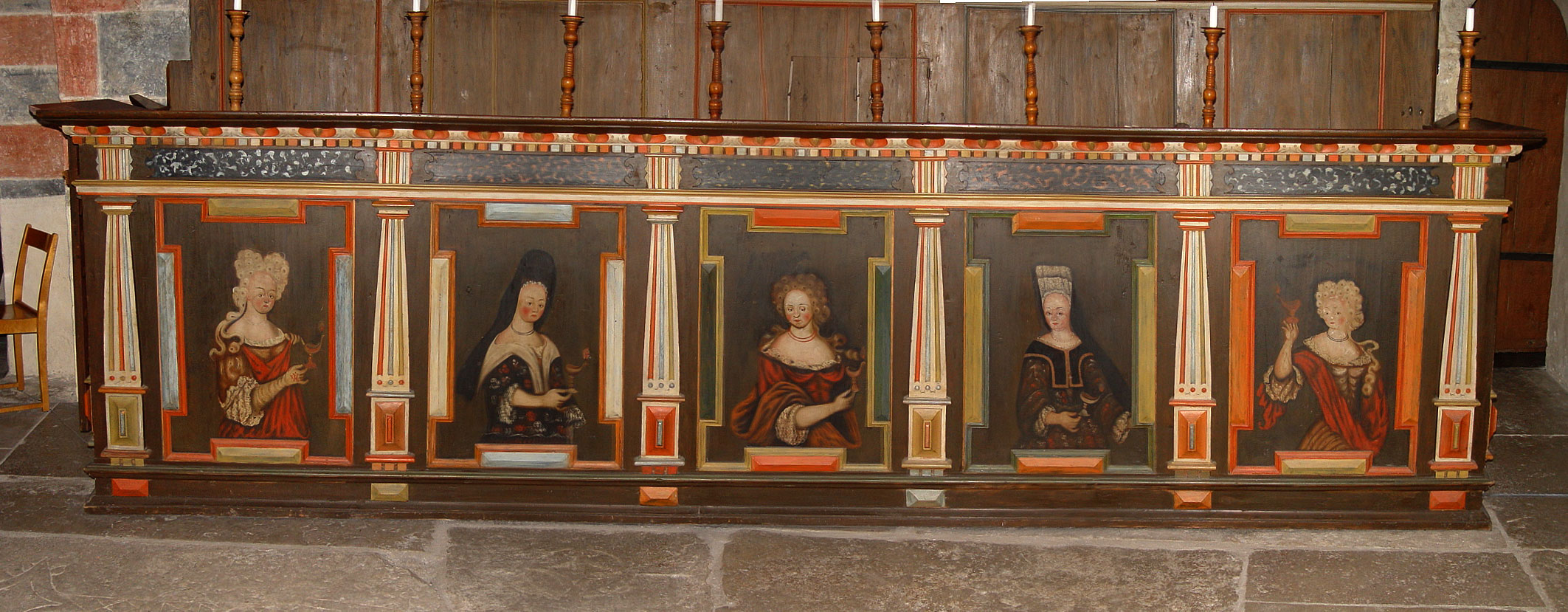
Stenkyrka século XVIII

### Música
A parábola das virgens é o tema do hino "Wachet auf, ruft uns die Stimme" (Acordai, os guardas chamam) de Philipp Nicolai e, com base nele, várias cantatas, entre elas a famosa Cantata 140 "Wachet auf, ruft uns die Stimme"  de Johann Sebastian Bach.
Referências à Parábola das Dez Virgens se encontram, entre outros, na famosa canção da banda Genesis "Carpet crawlers", no nome da banda "The foolish Virgins" ("As virgens néscias") e na canção "Drop by Drop" de Kurt Bestor, Stephen Jones, Jenny Frogley e Ron Williams contam uma aplicação pessoal da parábola.

### Literatura
Uma versão moderna da parábola é "Mateus,25" de Axel Bergstedt, que conta de pessoas que esperam uma oportunidade única para elas, que muitas perdem por sendo despreparadas para uma longa espera.

## Liturgia
Nas igrejas protestantes luteranas tradicionais, a parábola é lida como evangelho (Perícopa) no último domingo do ano eclesiástico, então o domingo antes do Advento. Na Igreja Ortodoxa da Arménia a história é tema da segunda-feira da semana santa e na terça-feira tem encenações especiais.

## Interpretação Espírita
Na Doutrina Espírita, segundo Emídio Brasileiro,"a parábola representa o processo evolutivo do espírito rumo a sua perfeição intelecto-moral.O sentido de virgindade está na ignorância e na simplicidade com que Deus cria os espíritos para marcha do progresso. O noivo é o prêmio da perfeição alcançado depois de inúmeras jornadas evolutivas". A lâmpada representa a consciência e o azeite representa o cumprimento dos deveres morais e materiais..